# Essudato
L'essudato (comunemente chiamato "acqua lucida") è un liquido infiammatorio extravascolare con elevata concentrazione proteica (peso specifico >1,02) che si raccoglie nei tessuti del corpo sottoposti a un processo d'infiammazione.
Le venule aumentano la loro permeabilità per azione dell'istamina e di altre sostanze per la maggior parte proteiche chiamate mediatori dell'infiammazione, così da far passare le cellule dell'immunità verso il tessuto infiammato. Per tale motivo l'essudato è composto da una miscela di proteine e cellule in ambiente acquoso.
Quando l'essudato si arricchisce di cellule, globuli bianchi e batteri morti, diventa bianco e cremoso e viene chiamato pus. Se questo liquido purulento si raccoglie in una cavità preformata, si ha un empiema; se si raccoglie in una cavità neoformata, si ha un ascesso.

## Etimologia
La parola essudato deriva da exude, "per sudare," dal latino exsūdāre, "sudare fuori" (ex- "fuori" e sūdāre "al sudore").

## Tipi di essudato
- Essudato purulento: è costituito da plasma con neutrofili sia attivi sia morti, da fibrinogeno e cellule necrotiche parenchimali. Questo tipo di essudato è concomitante alle infezioni più gravi e viene comunemente indicato come pus.
- Essudato fibrinoso: è composto principalmente di fibrinogeno e fibrina. È caratteristico della cardite reumatica e si trova anche in tutte le lesioni gravi, come la polmonite batterica. L'infiammazione fibrinosa è spesso difficile da risolvere a causa di vasi sanguigni in crescita nell'essudato e del riempimento dello spazio che era occupato dalla fibrina. Spesso si rende necessaria l'assunzione di grandi quantità di antibiotici per la risoluzione.
- Essudato catarrale si forma nel naso e nella gola ed è caratterizzato da un elevato contenuto di muco.
- Essudato sieroso (a volte classificato come trasudato sieroso) si manifesta generalmente nelle lievi infiammazioni, con uno scarso contenuto di proteine. La sua consistenza è simile a quella del siero e di solito può essere trovato in determinate patologie come la tubercolosi. (Vedi sotto per la differenza tra trasudato ed essudato)
- Essudato maligno (o canceroso): tipico del versamento pleurico in cui sono presenti cellule tumorali.[3]

## Differenze tra trasudato ed essudato
| Differenze tra trasudato ed essudato                          | Differenze tra trasudato ed essudato                                        | Differenze tra trasudato ed essudato |
| ------------------------------------------------------------- | --------------------------------------------------------------------------- | ------------------------------------ |
|                                                               | Trasudato                                                                   | Essudato                             |
| Cause principali                                              | Incremento della pressione idrostatica, decremento della pressione oncotica | Infiammazione                        |
| Aspetto                                                       | Trasparente                                                                 | Torbido                              |
| Gravità specifica                                             | < 1,012                                                                     | > 1,020                              |
| Contenuto proteico                                            | < 25 g/l                                                                    | > 35 g/l                             |
| proteine liquide proteine sieriche                            | < 0,5                                                                       | > 0,5                                |
| Differenza di contenuto di albumina con l'albumina del sangue | > 1,2 g/dl                                                                  | < 1,2 g/dl                           |
| LDH del liquido Limite superiore sierico                      | < 0,6                                                                       | > 0,6                                |
| Contenuto di colesterolo                                      | < 45 mg/dl                                                                  | > 45 mg/dl                           |
| Vedi anche: reazione di Rivalta                               |                                                                             |                                      |

L'essudato si differenzia dal trasudato che non è di natura infiammatoria e non presenta quindi proteine e cellule.
Vi è una distinzione importante tra trasudati ed essudati. I trasudati sono causati da alterazioni della pressione idrostatica o della pressione oncotica e non da un processo infiammatorio. Essi hanno un basso contenuto proteico rispetto agli essudati.
La distinzione medica tra trasudati ed essudati viene fatta attraverso la misurazione del peso specifico del liquido estratto. Il peso specifico viene utilizzato per misurare il contenuto proteico del fluido. Più alto è il peso specifico maggiore è il rischio di cambiamenti della permeabilità capillare in relazione alla cavità del corpo. Ad esempio, il peso specifico del trasudato è solitamente inferiore a 1,012 con una concentrazione di proteine inferiore a 2 g/100ml (2% m/V).
La reazione di Rivalta era un test che veniva solitamente utilizzato per differenziare un essudato da un trasudato. Non è chiaro se vi è una differenza tra i trasudati ed essudati nelle piante.